# الخضراء (ليبيا)
الخضراء هي إحدى قرى شعبية الجبل الأخضر شمال شرق ليبيا. تقع 35 كم جنوب البيضاء.
وقد سُميت المنطقة بهذا الاسم بعد غزوة قبيلة بنو سليم وأشهرها قبيلة شريفة بنو الأخضر (قبيلة شريفة الخضراء) ، بين قرن الثامن والحادي عشر.

## روابط خارجية
- خريطة القمر الصناعي في Maplandia.com